# Steimbke
Steimbke là một đô thị ở huyện huyện Nienburg, trong bang Niedersachsen, nước Đức. Đô thị Steimbke có diện tích 63,06 km². Đô thị này có cự ly khoảng 12 km về phía đông của Nienburg, và 40 km về phía tây bắc của Hanover. Đô thị này gồm các làng sau: Steimbke, Wendenborstel, Glashof, Eckelshof, Lichtenhorst, Lichtenmoor, và Sonnenborstel.